# Maksymilian Sforza
Massimiliano Sforza (ur. 25 stycznia 1493 w Mediolanie, zm. 25 marca 1530 w Fontainebleau) – książę Mediolanu z rodu Sforzów, starszy syn Ludwika Sforzy i Beatrice d'Este.
Panował w Mediolanie między dwoma francuskimi okresami okupacji księstwa, czyli okupacją króla Ludwika XII w latach 1500–1512, a okupacją króla Franciszka I w roku 1515. Zwycięska bitwa pod Novarą na pewien czas utrwaliła jego władzę nad Mediolanem, jednak w dwa lata później na skutek klęski pod Marignano został uwięziony przez Francuzów.